# کانسپت
کانسپت (فرانسوی: Parti pris‎) در معماری به معنای ایده بزرگ پشت یک طرح است. کانسپت یک تفکر سازمان‌بخش است که عموماً به شکل یک دیاگرام یا یک جمله ارائه می‌شود. توسعه کانسپت بیشتر وقتها (ولی نه همیشه) قبل از مراحل دیگر طراحی از جمله توسعه نقشه، مقطع و نما انجام می‌پذیرد.